# Humerana oatesii
Humerana oatesii es una especie de anfibio anuro de la familia Ranidae.

## Distribución geográfica
Esta especie es endémica de Birmania.

## Etimología
Esta especie lleva el nombre en honor a Eugene William Oates, quien proporcionó los primeros especímenes.

## Publicación original
- Boulenger, 1892 : Description of a new frog from Burma. Annals and Magazine of Natural History, sér. 6, vol. 9, p. 141-142[4]